# David Henrie
David Clayton Henrie, ameriški filmski in televizijski igralec, * 11. julij 1989, Mission Viejo, Kalifornija, Združene države Amerike. Najbolje je poznan po svoji vlogi Justina Russa v Disneyjevi televizijski seriji Čarovniki s trga Waverly in kot Larry iz televizijske serije That's So Raven.

## Zgodnje življenje
David Clayton Henrie se je rodil 11. julija 1989 v Mission Viejoju, Kalifornija, Združene države Amerike Lindi in Jima Henrieja, odrasel pa je v Phoenixu, Arizona. Njegov brat je igralec Lorenzo Henrie. Hodil je na šolo Cheyenne Traditional School. Vzgojen je bil kot kristjan. Na svoji spletni strani je objavil, da prihaja iz »velike, glasne, italijanske družine«.

## Kariera
David Henrie je bil odkrit v starosti šestih let, ko je podpisal pogodbo z agencijo SAG v Phoenixu, Arizona in začel hoditi na razne avdicije za igranje. Pri devetih letih je igral v reklami, ki so jo snemali v Scottsdaleu, Arizona. Režiser reklame je Davidu Henrieju priporočil, da se preseli v Los Angeles in še tistega leta se je pri desetih letih z družino preselil v Hollywood, Los Angeles, Kalifornija. David Henrie je posnel še dve reklami in sicer za podjetja Burger King in Quaker Oats, nato se je prvič pojavil na televiziji s televizijsko serijo Providence. Za tem je posnel še serije, kot so Brez sledu, The Mullets in Naša sodnica.
V starosti trinajstih let je David Henrie doživel svoj preboj, ko je zaigral v Foxovi televizijski seriji The Pitts. Za tem je dobil glavno vlogo v Hallmarkovem televizijskem filmu Pozor, pošasti gredo! z igralci, kot so Linda Blair in George Kennedy, kasneje pa je zaigral še v enem Hallmarkovem televizijskem filmu, Umor v Hollywoodu. V naslednjih letih je igral v televizijskih serijah in filmih, kot so Preiskovalci NCIS, The D.A. in Jack & Bobby, nato pa je dobil stransko vlogo v televizijski seriji That's so Raven z Raven Symone. V seriji je igral do leta 2007, igral pa je Coryjevega prijatelja Larryja.
V starosti osemnajst let je dobil vlogo Justina Russa v televizijski seriji Čarovniki s trga Waverly. Serija se je prvič predvajala 12. oktobra 2007 na kanalu Disney Channel, David Henrie pa se je pojavil tudi na Disney Channel Games leta 2008. Bil je v zelenem moštvu, poznanem tudi kot Cyclones. Imel je tudi vlogo v filmu Ugrabljeni očka z Emily Osment. Še pred serijo Čarovniki s trga Waverly je dobil stransko vlogo v televizijski seriji Kako sem spoznal vajino mamo, ki jo snema še danes. V njej igra sina glavnega junaka. Imel je tudi vlogo v televizijski seriji Method And Red, drugače pa se je pojavil tudi v televizijskih serijah in filmih, kot so Pod lupo pravice, Zdravnikova vest, Talenti v belem, Paglavca na krovu, The Alyson Stoner Project, po seriji Čarovniki s trga Waverly pa je s Seleno Gomez in Jakeom T. Austinom posnel še istoimenski film.
Leta 2010 se je pojavil v eni epizodi televizijske serije Easy to Assemble, leta 2012 pa bo izšel film The Weapon, posnet po istoimenskih stripih, v katerem igra tudi on.

## Zasebno življenje
David Henrie je navdušen športnik, eden izmed njegovih najljubših športov pa je hokej.
Hodil je z igralko Lucy Hale. V zasebnem življenju se dobro razume s svojo soigralko iz televizijske serije Čarovniki s trga Waverly, Seleno Gomez, za svoje prijatelje pa je označil tudi igralca Kylea Masseyja in Brandona Mychala Smitha. Na obeh rokah ima tatu z znaki iz Biblije.
Zna igrati kitaro in je levičar.
Sodeč po podatkih revije Reuters je bil David Henrie uradno imenovan za Grand Marshal dirke 2009 Toyota Pro/Celebrity Race.

## Filmografija
| Igranje    | Igranje                        | Igranje                 | Igranje                                    |
| Leto       | Naslov                         | Vloga                   | Opomba                                     |
| ---------- | ------------------------------ | ----------------------- | ------------------------------------------ |
| 2002       | Providence                     | Mark Triedman           | Gost                                       |
| 2002       | Brez sledu                     | Gabe Freedman           | Gost                                       |
| 2003       | Naša sodnica                   | Jeremy                  | Gost                                       |
| 2003       | The Pitts                      | Petey Pitt              | Stranska vloga                             |
| 2003       | The Mullets                    | N/A                     | »Grudge Match« (sezona 1, epizoda 5)       |
| 2003       | Pozor, pošasti gredo!          | Danny Burke             | Televizijski film                          |
| 2003–2007  | That's So Raven                | Larry                   | 12 epizod                                  |
| 2004       | The D.A.                       | Alex Henry              | Gost                                       |
| 2004       | Jack & Bobby                   | Sniffly                 | Gost                                       |
| 2004       | Preiskovalci NCIS              | Willy Shields           | Gost                                       |
| 2004       | Umor v Hollywoodu              | Oliver Palumbo          | Manjši lik                                 |
| 2004–2005  | Method And Red                 | Skyler                  | Stranska vloga                             |
| 2005       | Zdravnikova vest               | Tommy                   | Gost                                       |
| 2005–danes | Kako sem spoznal vajino mamo   | Tedov sin v prihodnosti | Stranska vloga                             |
| 2006       | Pod lupo pravice               | Dale Wilson             | Gost                                       |
| 2007–danes | Čarovniki s trga Waverly       | Justin Russo            | Glavna vloga                               |
| 2007       | Talenti v belem                | Jim (mrtvi fant)        | 1 epizoda                                  |
| 2007       | Disney Channel Games           | On                      |                                            |
| 2007       | Studio DC: Almost Live         | On                      | Druga serija s Seleno Gomez in The Muppets |
| 2008       | Disney Channel Games           | On                      |                                            |
| 2009       | Ugrabljen očka                 | Wheeze                  | Televizijski film: glavna vloga            |
| 2009       | Čarovniki s trga Waverly: Film | Justin Russo            | Televizijski film: glavna vloga            |
| 2009       | Paglavca na krovu              | Justin Russo            | Epizoda: »Double-Crossed«                  |
| 2009       | The Alyson Stoner Project      | DJ Prep                 | Izid: 15. februar 2009                     |
| 2010       | Easy to Assemble               | Ethan                   | Epizoda: »Flying Solo«                     |
| 2012       | The Weapon                     | Tommy Zhou              |                                            |